# Sonnenorden (Persien)

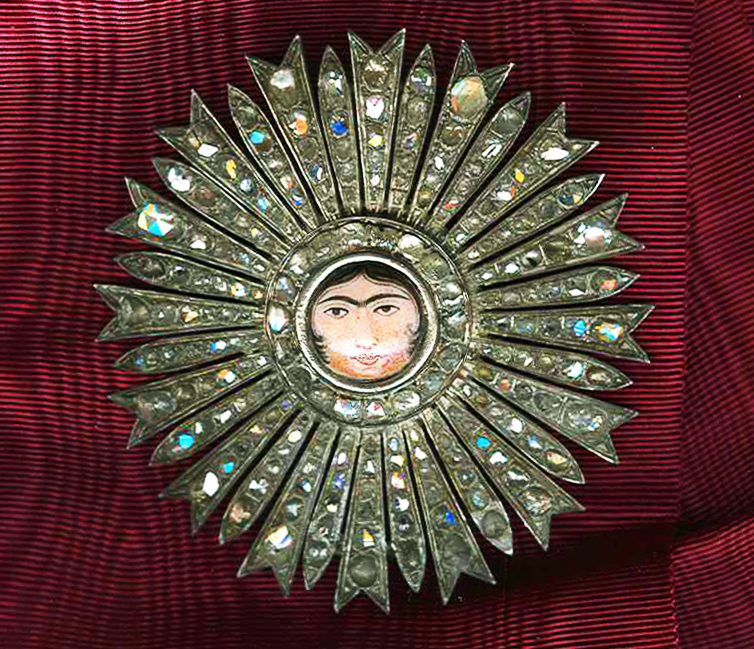
Ordensstern des Sonnenordens

Bandschnalle des Sonnenordens

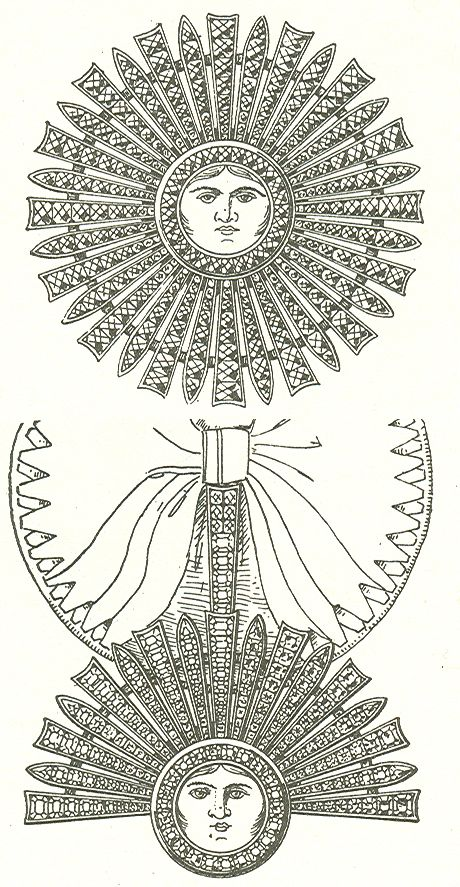
Stern und Kleinod

Der Sonnenorden (Nischan-Aftab-Orden) wurde vom Schah von Persien, Nāser ad-Din (1848–1896), im Jahr 1873 als ein Damenorden gestiftet.
Der Orden wurde insbesondere an Monarchinnen und Ehegattinnen von Monarchen verliehen, beispielsweise an die deutsche Kaiserin Auguste Victoria, Königin Wilhelmina der Niederlande und die britische Queen Maria von Teck. Die Insignien des Ordens bestehen aus einem Kleinod, das am Schulterband getragen wurde, sowie einem Bruststern.
Mit dem Sturz der Kadscharen-Dynastie im Jahre 1925 wurde auch der Orden abgeschafft.